# Piacenza Football Club 2001-2002
Questa voce raccoglie le informazioni riguardanti il Piacenza Football Club nelle competizioni ufficiali della stagione 2001-2002.

## Stagione

Il neoacquisto Dario Hübner, autore di 24 gol che gli hanno valso il titolo di capocannoniere della Serie A

Nella stagione 2001-2002 il ritorno del Piacenza in Serie A vede diverse novità, sia a livello dirigenziale, sia a livello di organico. Dopo 13 stagioni il direttore sportivo Gianpietro Marchetti lascia il posto a Fulvio Collovati; abbandona Piacenza anche Gianpietro Piovani, dopo 11 stagioni e 341 presenze di campionato che lo rendono il giocatore più presente della storia del club. Per la prima volta nella storia della società vengono ingaggiati giocatori stranieri: si tratta dei brasiliani Amauri e Matuzalém, seguiti nel mercato di riparazione dal rumeno Bogdan Pătrașcu.
La squadra biancorossa è stata inoltre rinforzata dal ritorno di Eusebio Di Francesco dalla Roma e soprattutto dal centravanti Dario Hübner, dal Brescia: l'attaccante triestino realizza 24 reti, con le quali si laurea capocannoniere del campionato ex aequo con lo juventino David Trezeguet. Nonostante una rosa di alto livello, la salvezza viene ottenuta solamente all'ultima giornata, grazie alla vittoria "spareggio" (3-0) al Garilli sul Verona, a sua volta condannato da questo risultato alla retrocessione con Lecce, Fiorentina e Venezia. Nella Coppa Italia il Piacenza entra in scena nel doppio confronto del secondo turno, eliminando dal torneo il Genoa, poi negli ottavi di finale viene estromesso dalla Roma.

## Divisa e sponsor
Il fornitore ufficiale di materiale tecnico per la stagione 2001-2002 fu Lotto, mentre viene abbandonata la doppia sponsorizzazione Copra-Dac, sostituita da Publitel.
| Casa | Trasferta | Terza divisa |

## Organigramma societario
Area direttiva
- Presidente: Fabrizio Garilli
- Vicepresidente: Agostino Guardamagna
- Amministratore delegato: Giampiero Tansini
- Team manager: Giovanni Rubini

Area tecnica
- Responsabile dell'area tecnica: Fulvio Collovati[8]
- Allenatore: Walter Alfredo Novellino
- Allenatore in 2ª: Giuseppe Iachini, dal 9 ottobre Giuseppe De Gradi
- Allenatore dei portieri: Rino Gandini
- Preparatore atletico: Ferretto Ferretti

Area sanitaria
- Medico sociale: Biagio Costantino
- Massaggiatore: Riccardo Bottigelli e Francesco Ceglie
- Fisioterapista: Carlo Civetta

## Rosa[6]
| N. |                    | Ruolo | Calciatore              |
| -- | ------------------ | ----- | ----------------------- |
| 1  | Italia (bandiera)  | P     | Paolo Orlandoni         |
| 3  | Italia (bandiera)  | D     | Giuseppe Cardone        |
| 4  | Italia (bandiera)  | D     | Filippo Cristante       |
| 5  | Italia (bandiera)  | D     | Vittorio Tosto          |
| 6  | Italia (bandiera)  | D     | Alessandro Lucarelli    |
| 7  | Italia (bandiera)  | A     | Massimo Rastelli        |
| 7  | Italia (bandiera)  | C     | Vincenzo Sommese        |
| 8  | Italia (bandiera)  | C     | Eusebio Di Francesco    |
| 9  | Brasile (bandiera) | A     | Amauri                  |
| 10 | Italia (bandiera)  | A     | Nicola Caccia           |
| 11 | Italia (bandiera)  | C     | Gabriele Ambrosetti     |
| 11 | Romania (bandiera) | C     | Bogdan Pătrașcu         |
| 13 | Italia (bandiera)  | D     | Nicola Boselli          |
| 14 | Italia (bandiera)  | C     | Sergio Volpi (capitano) |
| 15 | Italia (bandiera)  | D     | Stefano Sacchetti       |
| 16 | Italia (bandiera)  | P     | Davide Bagnacani        |
| 17 | Italia (bandiera)  | C     | Salvatore Miceli        |

| N. |                    | Ruolo | Calciatore          |
| -- | ------------------ | ----- | ------------------- |
| 18 | Italia (bandiera)  | D     | Nicola Mora         |
| 19 | Italia (bandiera)  | C     | Carmine Gautieri    |
| 20 | Italia (bandiera)  | A     | Paolo Poggi         |
| 21 | Brasile (bandiera) | C     | Matuzalém           |
| 22 | Italia (bandiera)  | A     | Francesco Palmieri  |
| 23 | Italia (bandiera)  | A     | Francesco Zerbini   |
| 24 | Italia (bandiera)  | D     | Lorenzo Liverani    |
| 25 | Italia (bandiera)  | D     | Matteo Abbate       |
| 27 | Italia (bandiera)  | A     | Dario Hübner        |
| 28 | Italia (bandiera)  | A     | Daniele Cacia       |
| 30 | Italia (bandiera)  | C     | Francesco Statuto   |
| 33 | Italia (bandiera)  | C     | Michele Nicoletti   |
| 55 | Italia (bandiera)  | D     | Roberto Maltagliati |
| 77 | Italia (bandiera)  | D     | Gianluca Lamacchi   |
| 99 | Italia (bandiera)  | P     | Matteo Guardalben   |
| -  | Italia (bandiera)  | D     | Paolo Tramezzani    |

## Calciomercato[6]

### Sessione estiva
| Acquisti | Acquisti                | Acquisti     | Acquisti                    |
| R.       | Nome                    | da           | Modalità                    |
| -------- | ----------------------- | ------------ | --------------------------- |
| P        | Matteo Guardalben       | Parma        | definitivo                  |
| P        | Michele Nicoletti       | Reggiana     | fine prestito               |
| P        | Paolo Orlandoni         | Lazio        | definitivo                  |
| D        | Giuseppe Cardone        | Vicenza      | comproprietà                |
| D        | Filippo Cristante       | Ravenna      | svincolato                  |
| D        | Nicola Mora             | Parma        | comproprietà                |
| C        | Gabriele Ambrosetti     | Chelsea      | rinnovo prestito            |
| C        | Eusebio Di Francesco    | Roma         | definitivo                  |
| C        | Luca Matteassi          | Brescello    | fine prestito               |
| C        | Matuzalém               | Parma        | comproprietà (6 miliardi £) |
| C        | Adolfo Daniele Speranza | Pro Vercelli | fine prestito               |
| A        | Amauri                  | Parma        | prestito                    |
| A        | Dario Hübner            | Brescia      | definitivo (6 miliardi £)   |
| A        | Francesco Palmieri      | Salernitana  | fine prestito               |
| A        | Paolo Poggi             | Parma        | prestito                    |

| Cessioni | Cessioni                | Cessioni    | Cessioni                   |
| R.       | Nome                    | a           | Modalità                   |
| -------- | ----------------------- | ----------- | -------------------------- |
| P        | Flavio Roma             | Monaco      | definitivo (16 miliardi £) |
| P        | Cristiano Scalabrelli   |             | svincolato                 |
| D        | Marco Comotto           | Spezia      | prestito                   |
| D        | Matteo Savioni          | Spezia      | prestito                   |
| C        | Paolo Cristallini       | Vicenza     | svincolato                 |
| C        | Luca Matteassi          | Verona      | prestito                   |
| C        | Adriano Panepinto       | Varese      |                            |
| C        | Adolfo Daniele Speranza | Salernitana | comproprietà               |
| C        | Andrea Tagliaferri      | Spezia      | prestito                   |
| C        | Francesco Zitolo        | Pisa        |                            |
| A        | Fabio Artico            | Pescara     | fine prestito              |
| A        | Alberto Gilardino       | Verona      | riscatto comproprietà      |
| A        | Gianpietro Piovani      | Livorno     | definitivo                 |

### Sessione autunnale
| Acquisti | Acquisti | Acquisti | Acquisti |
| R.       | Nome     | da       | Modalità |
| -------- | -------- | -------- | -------- |

| Cessioni | Cessioni           | Cessioni | Cessioni   |
| R.       | Nome               | a        | Modalità   |
| -------- | ------------------ | -------- | ---------- |
| A        | Francesco Palmieri | Bari     | definitivo |
| A        | Massimo Rastelli   | Napoli   | definitivo |
| A        | Francesco Zerbini  | Varese   | prestito   |

### Sessione invernale
| Acquisti | Acquisti         | Acquisti     | Acquisti                  |
| R.       | Nome             | da           | Modalità                  |
| -------- | ---------------- | ------------ | ------------------------- |
| C        | Bogdan Pătrașcu  | Liteks Loveč | definitivo (3 miliardi £) |
| C        | Vincenzo Sommese | Vicenza      | prestito                  |

| Cessioni | Cessioni            | Cessioni | Cessioni   |
| R.       | Nome                | a        | Modalità   |
| -------- | ------------------- | -------- | ---------- |
| D        | Roberto Maltagliati | Ancona   | definitivo |
| C        | Gabriele Ambrosetti | Vicenza  | prestito   |

## Risultati

### Serie A

#### Girone di andata
| Arbitro: | Bolognino (Milano) |

|           |           |               |
| Lopez 47’ | Marcatori | 62’ Matuzalem |

| Arbitro: | Dondarini (Finale Emilia) |

|              |           |                     |
| Gautieri 45’ | Marcatori | 66’, 86’ Giacomazzi |

| Arbitro: | Collina (Viareggio) |

|                             |           |  |
| Hubner 38’ Di Francesco 50’ | Marcatori |  |

| Arbitro: | Gabriele (Frosinone) |

|                                                    |           |                |
| Corini 13’ (rig.), 68’ Manfredini 37’ Perrotta 47’ | Marcatori | 8’, 87’ Hubner |

| Arbitro: | Treossi (Forlì) |

|                                    |           |                  |
| Hubner 9’, 86’ (rig.) Gautieri 20’ | Marcatori | 59’ C. Lucarelli |

| Arbitro: | Paparesta (Bari) |

|                            |           |                             |
| Maniero 33’ Magallanes 57’ | Marcatori | 53’ Gautieri 80’, 81’ Poggi |

| Arbitro: | Rosetti (Torino) |

|                        |           |                 |
| Di Vaio 39’ Djetou 80’ | Marcatori | 50’, 72’ Hubner |

| Arbitro: | Cesari (Genova) |

|  |           |               |
|  | Marcatori | 19’ R. Baggio |

| Arbitro: | Messina (Bergamo) |

|                  |           |  |
| Gio. Tedesco 71’ | Marcatori |  |

| Arbitro: | P. Rossi (Ciampino) |

|                   |           |                                 |
| Hubner 55’ (rig.) | Marcatori | 23’ Di Michele 58’ (rig.) Muzzi |

| Milano 18 novembre 2001, ore 15:00 11ª giornata | Milan              | 0 – 0 | Piacenza | Stadio Giuseppe Meazza\| Arbitro: \| De Santis (Tivoli) \| |
| Arbitro:                                        | De Santis (Tivoli) |       |          |                                                            |

| Arbitro: | Trentalange (Torino) |

|                  |           |               |
| Hubner 7’ (rig.) | Marcatori | 60’, 82’ Doni |

| Arbitro: | Cassarà (Palermo) |

|           |           |                                 |
| Benin 78’ | Marcatori | 8’ Poggi 85’ Hubner 88’ Statuto |

| Arbitro: | Trentalange (Torino) |

|                 |           |  |
| Hubner 50’, 63’ | Marcatori |  |

| Arbitro: | Trefoloni (Siena) |

|                             |           |  |
| Ferrara 36’ Trezeguet 90+2’ | Marcatori |  |

| Arbitro: | Braschi (Prato) |

|                   |           |                                |
| Gautieri 55’, 74’ | Marcatori | 45+1’, 83’ C. Vieri 69’ Kallon |

| Arbitro: | P. Rossi (Ciampino) |

|            |           |  |
| Zanchi 74’ | Marcatori |  |

#### Girone di ritorno
| Arbitro: | Cesari (Genova) |

|            |           |  |
| Hubner 70’ | Marcatori |  |

| Lecce 20 gennaio 2002, ore 15:00 19ª giornata | Lecce             | 0 – 0 | Piacenza | Stadio Via del Mare\| Arbitro: \| Trefoloni (Siena) \| |
| Arbitro:                                      | Trefoloni (Siena) |       |          |                                                        |

| Arbitro: | Braschi (Prato) |

|                            |           |  |
| Assunção 15’ Batistuta 77’ | Marcatori |  |

| Arbitro: | Farina (Novi Ligure) |

|                                    |           |                              |
| Hubner 45’ (rig.) Di Francesco 62’ | Marcatori | 32’ Marazzina 83’ F. Cossato |

| Arbitro: | Rodomonti (Teramo) |

|              |           |            |
| Ferrante 82’ | Marcatori | 71’ Hubner |

| Arbitro: | Morganti (Ascoli Piceno) |

|                                                   |           |  |
| Gautieri 6’ Hubner 32’, 37’ Di Francesco 46’, 68’ | Marcatori |  |

| Arbitro: | Collina (Viareggio) |

|                          |           |                                       |
| Hubner 79’, 90+4’ (rig.) | Marcatori | 30’ Di Vaio 42’ Micoud 73’ Boghossian |

| Arbitro: | Borriello (Mantova) |

|                     |           |                        |
| Caracciolo 59’, 71’ | Marcatori | 62’ Sommese 68’ Hubner |

| Arbitro: | De Santis (Tivoli) |

|                             |           |  |
| Di Francesco 31’ Hubner 85’ | Marcatori |  |

| Arbitro: | Messina (Bergamo) |

|           |           |              |
| Muzzi 88’ | Marcatori | 37’ Gautieri |

| Arbitro: | Trentalange (Torino) |

|  |           |                     |
|  | Marcatori | 21’ (rig.) Serginho |

| Arbitro: | Treossi (Forlì) |

|                 |           |             |
| Comandini 45+1’ | Marcatori | 71’ Cardone |

| Arbitro: | Preschern (Mestre) |

|                                      |           |  |
| Matuzalem 28’ Volpi 41’ Hubner 45+1’ | Marcatori |  |

| Arbitro: | Bertini (Arezzo) |

|           |           |                           |
| Fresi 61’ | Marcatori | 3’ Tosto 50’ Di Francesco |

| Arbitro: | Bolognino (Milano) |

|  |           |            |
|  | Marcatori | 88’ Nedved |

| Arbitro: | Borriello (Mantova) |

|                                   |           |               |
| Cordoba 7’ Recoba 70’ Ronaldo 79’ | Marcatori | 36’ Matuzalem |

| Arbitro: | Bolognino (Milano) |

|                                  |           |  |
| Volpi 25’ Hubner 47’ (rig.), 84’ | Marcatori |  |

### Coppa Italia
| Piacenza 19 settembre 2001 Secondo turno - Andata | Piacenza           | 0 – 0 | Genoa | Stadio Leonardo Garilli\| Arbitro: \| Palmieri (Cosenza) \| |
| Arbitro:                                          | Palmieri (Cosenza) |       |       |                                                             |

| Arbitro: | Saccani (Mantova) |

|                      |           |           |
| Francioso 81’ (rig.) | Marcatori | 64’ Poggi |

| Arbitro: | Nucini (Bergamo) |

|                            |           |                    |
| Caccia 7’ Di Francesco 26’ | Marcatori | 41’ (rig.) Panucci |

| Arbitro: | Saccani (Mantova) |

|                                    |           |  |
| Panucci 3’ Cassano 26’ Tommasi 40’ | Marcatori |  |

## Statistiche

### Statistiche di squadra[22]
| Competizione | Punti | Totale | Totale | Totale | Totale | Totale | Totale | DR |
| Competizione | Punti | G      | V      | N      | P      | Gf     | Gs     | DR |
| ------------ | ----- | ------ | ------ | ------ | ------ | ------ | ------ | -- |
| Serie A      | 42    | 34     | 11     | 9      | 14     | 49     | 43     | +6 |
| Coppa Italia | -     | 4      | 1      | 2      | 1      | 3      | 5      | -2 |
| Totale       |       | 38     | 12     | 11     | 15     | 52     | 48     | +4 |

### Statistiche dei giocatori[6]
Sono in corsivo i calciatori che hanno lasciato la società a stagione in corso.
| Giocatore       | Serie A  | Serie A | Coppa Italia | Coppa Italia | Totale   | Totale |
| Giocatore       | Presenze | Reti    | Presenze     | Reti         | Presenze | Reti   |
| --------------- | -------- | ------- | ------------ | ------------ | -------- | ------ |
| Amauri          | 7        | 0       | 4            | 0            | 11       | 0      |
| G. Ambrosetti   | 14       | 0       | 2            | 0            | 16       | 0      |
| N. Boselli      | 12       | 0       | 0            | 0            | 12       | 0      |
| N. Caccia       | 27       | 0       | 4            | 1            | 31       | 1      |
| G. Cardone      | 27       | 1       | 2            | 0            | 29       | 1      |
| F. Cristante    | 17       | 0       | 3            | 0            | 20       | 0      |
| E. Di Francesco | 31       | 6       | 3            | 0            | 34       | 6      |
| C. Gautieri     | 33       | 7       | 3            | 0            | 36       | 7      |
| M. Guardalben   | 24       | -26     | 0            | -0           | 24       | -26    |
| D. Hübner       | 33       | 24      | 1            | 0            | 34       | 24     |
| G. Lamacchi     | 24       | 0       | 0            | 0            | 24       | 0      |
| L. Liverani     | 0        | 0       | 1            | 0            | 1        | 0      |
| A. Lucarelli    | 23       | 0       | 3            | 1            | 26       | 1      |
| R. Maltagliati  | 6        | 0       | 4            | 0            | 10       | 0      |
| F. Matuzalém    | 28       | 3       | 1            | 0            | 29       | 3      |
| S. Miceli       | 5        | 0       | 3            | 0            | 8        | 0      |
| N. Mora         | 15       | 0       | 3            | 0            | 18       | 0      |
| B. Patrascu     | 4        | 0       | -            | -            | 4        | 0      |
| P. Poggi        | 29       | 3       | 3            | 1            | 32       | 4      |
| M. Rastelli     | 1        | 0       | 0            | 0            | 1        | 0      |
| S. Sacchetti    | 12       | 0       | 3            | 0            | 15       | 0      |
| V. Sommese      | 10       | 1       | -            | -            | 10       | 1      |
| F. Statuto      | 18       | 1       | 3            | 0            | 21       | 1      |
| V. Tosto        | 29       | 1       | 2            | 0            | 31       | 1      |
| S. Volpi        | 30       | 2       | 3            | 0            | 33       | 2      |